# Агентство по лицензированию авторских прав
Агентство по лицензированию авторских прав (The Copyright Licensing Agency, CLA) — британская некоммерческая организация созданная в 1983 году обществами Authors' Licensing and Collecting Society (ALCS) и the Publishers' Licensing Society (PLS) для коллективного лицензирования от их имени. Агентство по лицензированию авторских прав расположено в Saffron House in Farringdon, Лондон и имеет офис в Эдинбурге, Шотландия.
Агентство является собственностью обществ ALCS и PLS.
Существует также соглашение агентства с Обществом DACS, что позволяет агентству CLA проводить лицензирование и от его имени.

## Цель
Целью агентства CLA является обеспечение справедливого вознаграждения авторов, художников и издателей за копирование их работ. CLA — это некоммерческая организация, и деньги, собранные в виде лицензионных платежей, распределяется среди владельцев авторских прав после того, как компания вычтет расходы за свою работу. В 2009/2010 финансовом году CLA распределила £51.4 млн. (£68,2 в 2014—2015) авторам, художникам и издателям.
Лицензия CLA является единственным способом получить разрешение, позволяющее копировать то, что человек хочет, когда хочет, вместо того, чтобы каждый раз получать разрешение от владельцев авторских прав. Эти лицензии разрешают копирование большинства изданий, опубликованных в Великобритании и в более чем 30 странах.
CLA имеет соглашения с организаций по правам на воспроизведение (RROs), работает также с Международной Федерацией по правам на воспроизведение произведений (International Federation of Reproduction Rights Organisations) (IFRRO).
Агентство работает также с сайтом Copywatch, открытым в 1996 году. Copywatch был создан в 1996 году авторским лицензионным Агентством по противодействию незаконного копирования книг и журналов в бизнесе. Компания является также членом Альянса по борьбе с кражей интеллектуальной собственности и Институтом торговых стандартов.
На Франкфуртской книжной ярмарке в октябре 2011 года CLA запустило новый отраслевой стандарт цифрового копирования.
В начале 2015 года CLA договорилось с Департаментом по образованию (DFE) Великобритании о лицензировании в школах. Лицензии агентства обеспечивают DFE экономически эффективным способом управления авторскими правами, уменьшает администрирование в школах и обеспечивает учителям возможность повторного использования контента из книг, журналов, газет и нотных изданий.

### Доклад Харгривса (2011)
В марте 2011 года CLA выпустило доклад PricewaterhouseCoopers о экономическом влиянии авторского права в Великобритании. В докладе был использован независимый обзор в области интеллектуальной собственности и экономического развития Великобритании, в частности в цифровой экономике. Этот обзор был заказан правительством страны.